# 해맞이로 (포항시)
해맞이로(Haemaji-ro)는 대한민국 경상북도 포항시 남구 호미곶면 중심부를 연결하는 도로이다. 전 구간 왕복 2차선으로 이루어져 있으며, 경상북도 동해안 북동쪽와 영일만이 동서로 관통한다.

## 노선 경로
| 이름        | 접속 노선                 | 비고 |
| ----------- | ------------------------- | ---- |
| 대보1교차로 | 지방도 제929호선 (호미로) |      |
| 조교        |                           |      |
| 구만교차로  | 지방도 제929호선 (호미로) |      |

## 주요 건물 및 시설
- 대보중학교 - 경상북도 포항시 남구 호미곶면 해맞이로 122
- 국립등대박물관 - 경상북도 포항시 남구 호미곶면 해맞이로150번길 20

## 같이 보기
- 영일만
- 호미곶
- 대보항